# Mindanaoörn
Mindanaoörn (Nisaetus pinskeri) är en starkt utrotningshotad fågel i familjen hökar som förekommer i Filippinerna.

## Utseende och läten
Mindanaoörnen är en medelstor (65–70 cm) örn med en lång svart tofs på huvudet. Den är rostbrun på hjässan och i ansiktet med breda svart streck. Ovansidan är mörkbrun, stjärten brun med fyra till fem mörkare band. På bröstet och strupen är den ockrafärgad till gulbrun inramat av mörka strupsidestreck. Buken är rent brunaktig, liksom de undre vingtäckarna, men fint bandade svartvita "byxor", I flykten syns breda rundade vingar och bandade vingpennor. Ungfågeln är vit på huvud och undersida, med ljusare kanter på ovansidans fjädrar. Lätet består av en ljudlig, tvåstavig vissling.
Den är svår att skilja från filippinbivråk och orientörn, men denna art och luzonörnen skiljer sig genom sin långa tofs och befjädrade ben. Luzonhökörnen har till skillnad från mindanaoörnen vitt på strupen och övre delen av bröstet samt svartvit bandning över nedre delen av bröstet och buken. 

## Utbredning och systematik
Fågeln häckar i södra Filippinerna, på Negros, Samar, Mindanao, Bohol, Biliran, Basilan och Siquijor. Tidigare betraktatades den som en underart till luzonörnen.

### Släktestillhörighet
Örnarna i Nisaetus inkluderades tidigare i Spizaetus, men studier visar att de inte är varandras närmaste släktingar.

## Status och hot
Mindanaoörnen är en mycket fåtalig fågel med en uppskattad världspopulation på endast 1300 till 3600 vuxna individer. Den tros också minska i antal till följd av skogsavverkning, lokalt möjligen även av jakt. Internationella naturvårdsunionen IUCN kategoriserar därför arten som starkt hotad.

## Namn
Fågelns vetenskapliga artnamn hedrar den österrikiske zoologen Wilhelm Pinsker (född 1945). Den har även kallats Pinskers hökörn eller pinskerörn på svenska.